# Furkan Külekçi
Furkan Külekçi (* 28. Juni 2001 im Giresun) ist ein türkischer Fußballspieler.

## Karriere
Külekçi begann seine Karriere in den Jugendvereine von Eyüpspor und Kasımpaşa Istanbul. Zur Saison 2020/21 wurde Külekçi in den Profikader von Kasımpaşa aufgenommen. Er gab sein Süper-Lig-Debüt am 4. Januar 2021 bei einer Partie gegen Fenerbahçe SK.
Im Sommer 2021 wurde Külekçi zunächst an Kırıkkale Büyük Anadoluspor verliehen, anschließend auch an Edirnespor und Niğde Anadolu FK.